# Quelques heures de printemps
Pour plus de détails, voir Fiche technique et Distribution.
Quelques heures de printemps est un film français coécrit et réalisé par Stéphane Brizé, sorti en 2012.

## Synopsis
Un homme à sa sortie de prison, se voit contraint de retourner chez sa mère. Celle-ci, malade d'un cancer incurable, a décidé de choisir l'heure de sa mort.

## Fiche technique
- Réalisation : Stéphane Brizé
- Scénario : Florence Vignon et Stéphane Brizé
- Photographie : Antoine Héberlé
- Montage : Anne Klotz
- Musique : Nick Cave et Warren Ellis
- Format : 35mm - 1.85:1 - DCP
- Pays de production :  France
- Distribution des rôles : Pascale Paddy
- Distributeur : Diaphana Films
- Dates de sortie : 
  - France  : 19 septembre 2012
  - Québec : 10 janvier 2014

## Distribution
- Vincent Lindon : Alain Evrard
- Hélène Vincent : Yvette Evrard, la mère d'Alain
- Olivier Perrier : Monsieur Lalouette, le voisin d'Yvette
- Emmanuelle Seigner : Clémence
- Ludovic Berthillot : Bruno, l'ami d'Alain
- Silvia Kahn : le docteur Mathieu
- Jean-Luc Borgeat : le responsable de l'association
- Véronique Montel : la responsable de l'association
- Sylvie Jobert : l'employée de Pôle emploi

## Autour du film
- Hélène Vincent, qui interprète la mère, et Olivier Perrier, le voisin, partageaient déjà, 40 ans plus tôt, la distribution d'un même film : Les Camisards de René Allio (1972).
- Emmanuelle Seigner n'est pas la première des sœurs Seigner à être dirigée par Stéphane Brizé : dès son premier long métrage, Le Bleu des villes (1999), déjà scénarisé par son amie Florence Vignon, il distribuait Mathilde Seigner dans un rôle principal, aux côtés de Florence Vignon et d'Antoine Chappey.
- Le thème musical est de Nick Cave et Warren Ellis et est extrait de L'Assassinat de Jesse James par le lâche Robert Ford. Lorsque Warren Ellis a vu le film, il fut très étonné que sa musique puisse être utilisée ainsi. Nick Cave et Warren Ellis composeront la musique du prochain film de Stéphane Brizé.

## Distinctions

### Récompense
Prix des auditeurs du Masque et la Plume 2012 

### Nominations
- Festival du film de Sydney 2013 : sélection « Features »

- Césars 2013
  - César du meilleur réalisateur
  - César du meilleur acteur pour Vincent Lindon
  - César de la meilleure actrice pour Hélène Vincent
  - César du meilleur scénario original